# Heinrich Franner
Heinrich Franner (* 26. April 1986 in Korneuburg, Österreich) ist ein österreichischer Rugbyspieler.
Sein Länderspieldebüt gab er im Mai 2008 gegen Ungarn. 2010 erreichte er mit dem Verein RC Stade Viennois das Finale der Österreichischen Rugbybundesliga, in dem er im Penalty Shootout unterlegen war.